# La straniera nuda
La straniera nuda (Naked Came the Stranger) è un film pornografico statunitense del 1975 diretto da Radley Metzger (con lo pseudonimo "Henry Paris") e girato in varie location di New York.
Pellicola uscita nel periodo della "Golden Age of Porn" degli anni settanta, nel 1988 è stata introdotta nella XRCO Hall of Fame.

## Trama
Gilly, conduttrice radiofonica, è determinata a divertirsi con amici e conoscenti tanto quanto il suo giocoso marito Billy. Ella se la spassa sessualmente in diverse località della città di New York, inclusi una sala da ballo vecchio stile e il piano superiore di un autobus a due piani mentre gira per la città.

## Produzione
Il soggetto del film si ispira all'omonimo romanzo pubblicato durante la Golden Age of Porn, che seppur attribuito a una fantomatica scrittrice di nome "Penelope Ashe" era in realtà opera collettiva di un gruppo di 24 giornalisti capeggiati da Mike McGrady del Newsday.

## Versione restaurata
Nel 2011, la DistribPix ha pubblicato una versione completamente restaurata del film, con la completa supervisione del regista originale. Il risultato ebbe una limitata distribuzione nei cinema statunitensi, venendo poi commercializzato in formato DVD.